# Фонтене-сюр-Орн
Фонтене́-сюр-Орн (фр. Fontenai-sur-Orne) — колишній муніципалітет у Франції, у регіоні Нормандія, департамент Орн. Населення — 247 осіб (2011).
Муніципалітет розташований на відстані близько 180 км на захід від Парижа, 60 км на південний схід від Кана, 35 км на північ від Алансона.

## Історія
До 2015 року муніципалітет перебував у складі регіону Нижня Нормандія. Від 1 січня 2016 року належить до нового об'єднаного регіону Нормандія.
1 січня 2018 року Фонтене-сюр-Орн приєднано до муніципалітету Екуше-ле-Валле.

## Демографія
Динаміка населення (EHESS і INSEE ):
Розподіл населення за віком та статтю (2006):
| Стать | Всього | До 15 років | 15-24 | 25-44 | 45-64 | 65-85 | Понад 85 |
| --- | ------ | ----------- | ----- | ----- | ----- | ----- | -------- |
| Чоловіки | 124    | 16          | 8     | 28    | 56    | 12    | 4        |
| Жінки | 140    | 24          | 4     | 32    | 64    | 16    | 0        |
| \| Статево-вікова піраміда \| Статево-вікова піраміда \| Статево-вікова піраміда \| \| ----------------------- \| ----------------------- \| ----------------------- \| \| Чоловіки \| Вік \| Жінки \| \| 4 \| 85 + \| 0 \| \| 0 \| 80-84 \| 4 \| \| 0 \| 75-79 \| 0 \| \| 8 \| 70-74 \| 8 \| \| 4 \| 65-69 \| 4 \| \| 16 \| 60-64 \| 8 \| \| 20 \| 55-59 \| 28 \| \| 8 \| 50-54 \| 16 \| \| 12 \| 45-49 \| 12 \| \| 4 \| 40-44 \| 0 \| \| 12 \| 35-39 \| 12 \| \| 8 \| 30-34 \| 12 \| \| 4 \| 25-29 \| 8 \| \| 4 \| 20-24 \| 0 \| \| 4 \| 15-20 \| 4 \| \| 8 \| 10-14 \| 0 \| \| 4 \| 5-9 \| 8 \| \| 4 \| 0-4 \| 16 \| |        |             |       |       |       |       |          |
| Статево-вікова піраміда |        |             |       |       |       |       |          |
| Чоловіки | Вік    | Жінки       |       |       |       |       |          |
| 4 | 85 +   | 0           |       |       |       |       |          |
| 0 | 80-84  | 4           |       |       |       |       |          |
| 0 | 75-79  | 0           |       |       |       |       |          |
| 8 | 70-74  | 8           |       |       |       |       |          |
| 4 | 65-69  | 4           |       |       |       |       |          |
| 16 | 60-64  | 8           |       |       |       |       |          |
| 20 | 55-59  | 28          |       |       |       |       |          |
| 8 | 50-54  | 16          |       |       |       |       |          |
| 12 | 45-49  | 12          |       |       |       |       |          |
| 4 | 40-44  | 0           |       |       |       |       |          |
| 12 | 35-39  | 12          |       |       |       |       |          |
| 8 | 30-34  | 12          |       |       |       |       |          |
| 4 | 25-29  | 8           |       |       |       |       |          |
| 4 | 20-24  | 0           |       |       |       |       |          |
| 4 | 15-20  | 4           |       |       |       |       |          |
| 8 | 10-14  | 0           |       |       |       |       |          |
| 4 | 5-9    | 8           |       |       |       |       |          |
| 4 | 0-4    | 16          |       |       |       |       |          |

## Економіка
2010 року серед 164 осіб працездатного віку (15—64 років) 101 була активною, 63 — неактивними (показник активності 61,6%, у 1999 році було 72,7%). З 101 активної мешканців працювало 89 осіб (45 чоловіків та 44 жінки), безробітними було 12 (5 чоловіків та 7 жінок). Серед 63 неактивних 9 осіб було учнями чи студентами, 42 — пенсіонерами, 12 були неактивними з інших причин.

У 2010 році в муніципалітеті числилось 108 оподаткованих домогосподарств, у яких проживали 268,5 особи, медіана доходів виносила 22 525 євро на одного особоспоживача